# Onicomicoză
Onicomicoza, cunoscută și ca tinea unguium, este o infecție fungică a unghiei. Simptomele pot include decolorarea unghiei albe sau galbene, îngroșarea unghiei , și separarea unghiei de patul unghial. Unghiile de la mâini pot fi afectate, dar este mai frecventă pentru unghiile de la picioare. Complicațiile pot include celulita a piciorului inferior.
O serie de tipuri diferite de ciuperci pot provoca onicomicoză, inclusiv dermatofitele și Fusarium. Factorii de risc includ piciorul atletului, alte boli ale unghiei, expunerea la cineva cu această afecțiune, boală vasculară periferică și funcție imunitară slabă. Diagnosticul este în general suspectat pe baza aspectului și confirmat prin teste de laborator.
Onicomicoza nu necesită neapărat tratament. medicamentul antifungic terbinafină administrat pe cale orală pare a fi cel mai eficient, dar este asociat cu probleme hepatice. Tăierea unghiilor afectate în timpul tratamentului pare utilă.
Există un lac de unghii care conține ciclopirox, dar nu există dovezi că funcționează. Afecțiunea revine în până la jumătate din cazuri după tratament. Neutilizarea pantofilor vechi după tratament poate reduce riscul de recidivă.
Onicomicoza apare la aproximativ 10% din populația adultă,, persoanele în vârstă sunt mai frecvent afectate. Bărbații sunt afectați mai des decât femeile. Onicomicoza reprezintă aproximativ jumătate din bolile unghiilor. A fost stabilit pentru prima dată a fi rezultatul unei infecții fungice în 1853 de către Georg Meissner.